# Musée des Sciences naturelles de Barcelone
Le musée des Sciences naturelles de Barcelone (en catalan, Museu de Ciències Naturals de Barcelona ; en espagnol, Museo de Ciencias Naturales de Barcelona) est le musée d'histoire naturelle de la ville de Barcelone, en Espagne. Il est constitué de cinq sièges différents, situés à divers endroits de la ville :
- Le siège le plus ancien, le musée Martorell, dans le parc de la Ciutadella.
- Le Château des trois dragons, aussi dans le parc de la Ciutadella, à proximité du musée Martorell.
- Le jardin botanique historique de Barcelone (situé sur la montagne de Montjuïc).
- Le jardin botanique de Barcelone (situé aussi à Montjuïc).
- Le musée des Sciences naturelles du bâtiment Fòrum, dans le parc del Fòrum (quartier de Diagonal Mar et Front Maritime du Poblenou).

## Histoire
À la suite d'un legs cédé à la municipalité de Barcelone par Francesc Martorell Peña (1822-1878), le musée est fondé en 1882 sous le nom de Museo Martorell de Arqueología y Ciencias Naturales, ('musée Martorell d'Archéologie et de Sciences naturelles'). Martorell était un agent de change et un financier mais il se passionnait pour l'archéologie et pour l'histoire naturelle, et notamment au sein de l'histoire naturelle pour la malacologie. Très tôt après la fondation du musée les collections d'archéologie, de botanique et de zoologie ont été transférées ailleurs et pendant la plupart de son histoire, jusqu'en 2010, le bâtiment d'origine a été connu comme le Museo Martorell de Geología ou, plus simplement, Museo de Geología ('musée de Géologie'). Le musée des Sciences naturelles de Barcelone se réfère actuellement à ce bâtiment comme le musée Martorell.
Le musée Martorell a été le premier bâtiment construit à Barcelone à des fins muséographiques. Il est situé dans le parc de la Ciutadella à Barcelone. Désaffecté en 2010, le bâtiment est en attente que son entité mère, le musée des Sciences naturelles de Barcelone, lui attribue de nouvelles fonctions.
En 1906 la municipalité de Barcelone créa un bureau responsable du musée, bureau qu'elle nomma Junta de Ciencias Naturales ('Bureau des sciences naturelles'). Ce département de la municipalité était responsable de tous les départements liés au musée (archéologie, géologie, paléontologie, zoologie, botanique, etc.) . En 1917, la ville rétrocéda un bâtiment qui depuis l'exposition universelle de 1888 était en faillite financière, le Château des trois dragons. En 1920 le musée des Sciences naturelles de Barcelone y transféra les collections de zoologie et en fit le musée de Zoologie de Barcelone, qui resta ouvert au public de 1920 jusqu'en 2010. Avec la réorganisation globale du musée en 2011 et le départ des collections de zoologie, ce bâtiment est aujourd'hui occupé par le Laboratori de Natura (laboratoire de Nature), l'un des fonds de documentation du musée et un ensemble de laboratoires et d'ateliers destinés aux chercheurs.
En 1930 la ville de Barcelone lança le projet d'un jardin botanique destiné à être implanté sur la colline de Montjuïc, le premier jardin botanique de Barcelone, de nos jours connu sous le nom de jardin botanique historique de Barcelone. À cause de la guerre d'Espagne (1936-1939) ce jardin botanique n'ouvrit ses portes au public qu'en 1941. Indépendamment de cela, déjà en 1934 le botaniste Pius Font i Quer, fondateur et premier directeur de ce jardin, inaugura son jardin botanique en faisant de lui une institution séparée du musée des Sciences naturelles, quoiqu'aussi destinée à la recherche sur les plantes, ce qui donna l'institut Botanique de Barcelone, encore en activité. En 1999 un nouveau jardin botanique fut inauguré, distinct de celui créé en 1930 mais situé lui aussi sur la colline de Montjuïc. Ce nouveau jardin botanique prit alors le nom de jardin botanique de Barcelone et l'ancien jardin fondé par Font i Quer acquit le nom de jardin botanique historique de Barcelone. C'est en 2008, avec la réorganisation progressive du musée des Sciences Naturelles de Barcelone, que ces deux jardins botaniques furent attachés au musée.
La dernière installation à avoir été acquise pour le musée des Sciences naturelles de Barcelone est le bâtiment Forum (situé au parc du Forum), un édifice qui a intégré l'institution en tant que l'un des cinq sièges actuels. Dès son inauguration le 27 mars 2011, ce musée s'appela Museu Blau (littéralement, « Musée bleu ») mais six ans plus tard, en décembre 2017, il fut rebaptisé musée des Sciences naturelles de Barcelone, le même nom que porte l'institution dans son ensemble.

## L'institution et l'ensemble des installations
Les bureaux et les espaces d'exposition et de conservation des collections du musée des Sciences naturelles de Barcelone sont distribués de par cinq sièges différents, les cinq étant localisés à différents emplacement de la ville de Barcelone. Le principal espace d'exposition destiné au public est situé dans le bâtiment nommé en catalan « Edifici Fòrum » en français : « bâtiment Forum », dans le Parc del Fòrum en français : « Parc du Forum », l'aire urbaine barcelonaise qui en 2004 avait accueilli le Forum universel des cultures.
Les cinq sièges du musée sont les suivants :
- le musée et principal espace de visite, situé dans le bâtiment Forum (Edifici Fòrum) ;
- le jardin botanique historique de Barcelone, situé sur la colline de Montjuïc ;
- le jardin botanique de Barcelone, situé aussi sur la colline de Montjuïc, à proximité ;
- le laboratoire de Nature (Laboratori de Natura), situé dans le Château des trois dragons (le bâtiment qui de 1920 à 2010 avait contenu l'ancien musée de Zoologie de Barcelone) ;
- le musée Martorell (Museu Martorell), qui dès 1882 fut le berceau du musée actuel des Sciences naturelles de Barcelone et qui très tôt devint avant tout le musée de Géologie de la ville. Situé à proximité du Château des trois dragons, il est lui aussi fermé depuis 2010 et attend une réaffectation.

Le musée du bâtiment Forum occupe 9 000 m2 distribués sur deux étages avec des installations structurées autour d'un vestibule en libre accès. Il comporte des espaces d'expositions temporelles, une médiathèque, le « Nid de la science » pour les enfants jusqu'à 6 ans, des salles de conférences, des ateliers, une cafétéria, un restaurant et une boutique.
Le musée des Sciences naturelles de Barcelone dans son ensemble est par ailleurs l'embryon du futur musée national des Sciences naturelles de Catalogne (Museu Nacional de Ciències Naturals de Catalunya) qui devrait coordonner les réseaux de musées de sciences naturelles,.

## Le «bâtiment Forum» et l'exposition permanente

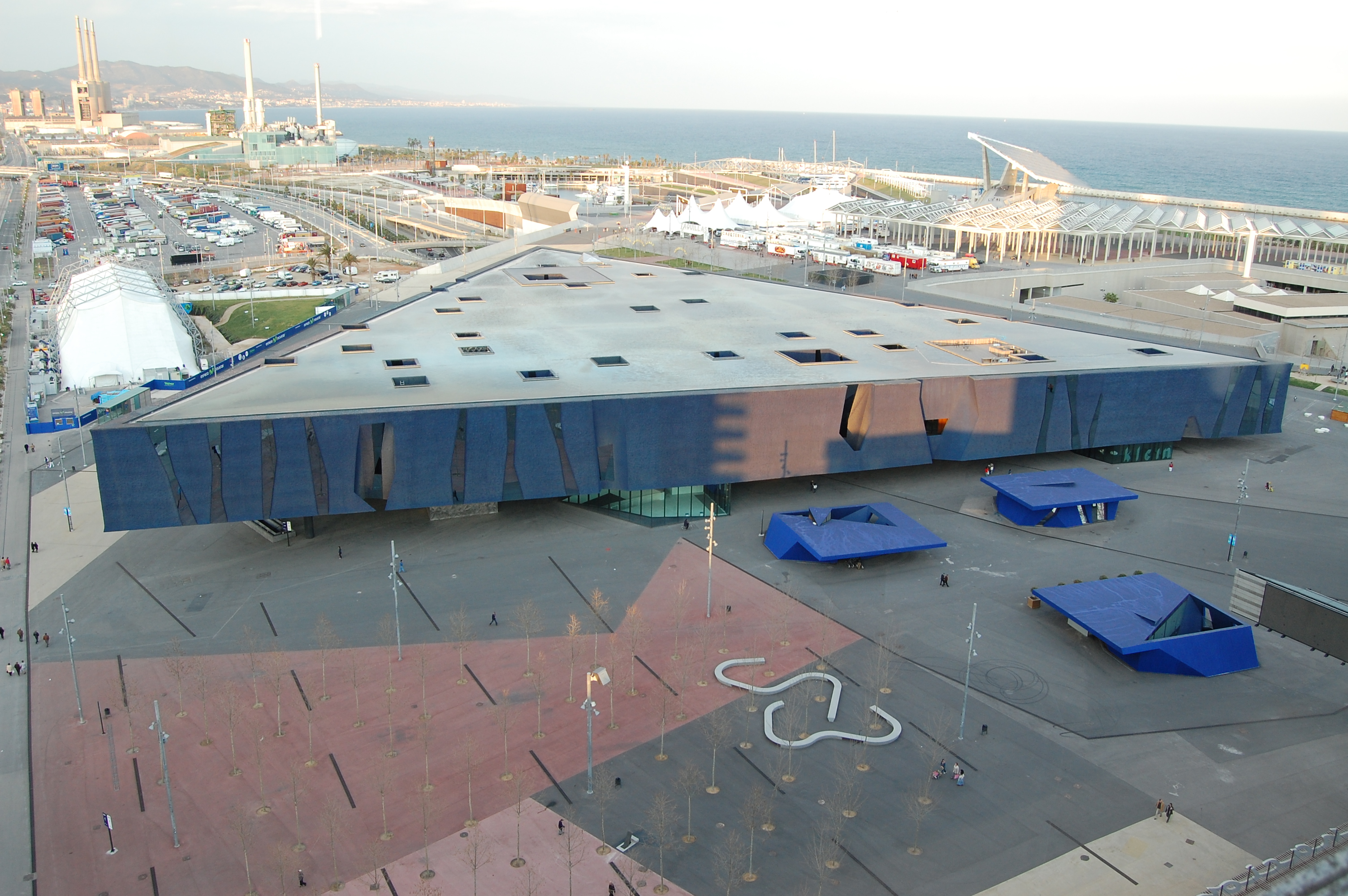
LEdifici Fòrum, le bâtiment qui accueille le principal siège du musée des Sciences naturelles de Barcelone.

Au moment de l'achèvement de sa construction en 2004, le bâtiment nommé en catalan « Edifici Fòrum » en français : « bâtiment Forum » avait été conçu pour la première édition du Forum universel des cultures, d'où son nom. Il a la forme d'un triangle équilatéral de 180 mètres de côté, livré en 2004 par l'agence d'architecture Herzog & de Meuron. La structure est surélevée afin d'instaurer une perméabilité entre l'espace public et l'intérieur du bâtiment, avec également plusieurs cours intérieures aux formes variées. Il a été réaménagé entre 2009 et 2012 par l'agence Herzog & de Meuron pour accueillir l'un des cinq sièges constituant le musée des Sciences naturelles de Barcelone : le dénommé Museu Blau, (littéralement, le « musée bleu »), inauguré le 27 mars 2011 sous ce nom. En décembre 2017 le terme Museu Blau a été abandonné et le musée occupant le bâtiment Forum a été rebaptisé avec le même nom que l'ensemble de l'institution : Museu de Ciències Naturals de Barcelona (« musée des Sciences naturelles de Barcelone »).
L'exposition permanente, intitulée Planeta Vida (« planète Vie ») est centrée sur la théorie de l'évolution Gaïa, formulée par le biologiste James Lovelock, qui traite la Terre comme un être vivant. L'exposition est divisée en trois zones. La première est nommée « La Terre aujourd'hui », sur une superficie de 1 700 m2, et explique l'état actuel de la Terre et sa diversité géologique et biologique. Elle expose les fonds traditionnels du musée : fossiles, minéraux, animaux, plantes et algues, auxquels s'ajoute également un nouvel aspect microscopique avec des reproductions de virus et microbes. Malgré cela, seules quatre mille cinq cents des trois millions de pièces du musée sont exposées. Le visiteur peut explorer la Terre des origines et durant son évolution jusqu'à son état actuel.
Les deux autres espaces de l’exposition permanente, nommés « La biographie de la Terre » et « Les laboratoires de la vie », sont en cours de préparation.
Le 12 juillet 2011 l'installation s'est achevée avec la mise en place du squelette d'une baleine dans une zone en libre accès, au-dessus des escaliers d'entrée du musée. Ce squelette est celui d'un cétacé échoué le 11 juin 1862 sur la plage de Llançà. Son squelette a été conservé et transporté en 1917 au musée Martorell, premier siège du musée des Sciences naturelles de Barcelone. En 1925 il a été déménagé au Château des trois dragons, qui était alors le siège du musée. C'est un cétacé d'une tonne et de presque vingt mètres de long, exposé au musée dans la position qu'il adopte pour s'immerger, de façon plus réaliste que lors de sa présentation au Château des trois dragons. Durant la restauration et le montage, la mandibule a été refaite afin d'ajouter des disques intervertébraux qui manquaient, faisant grandir le squelette de deux mètres.

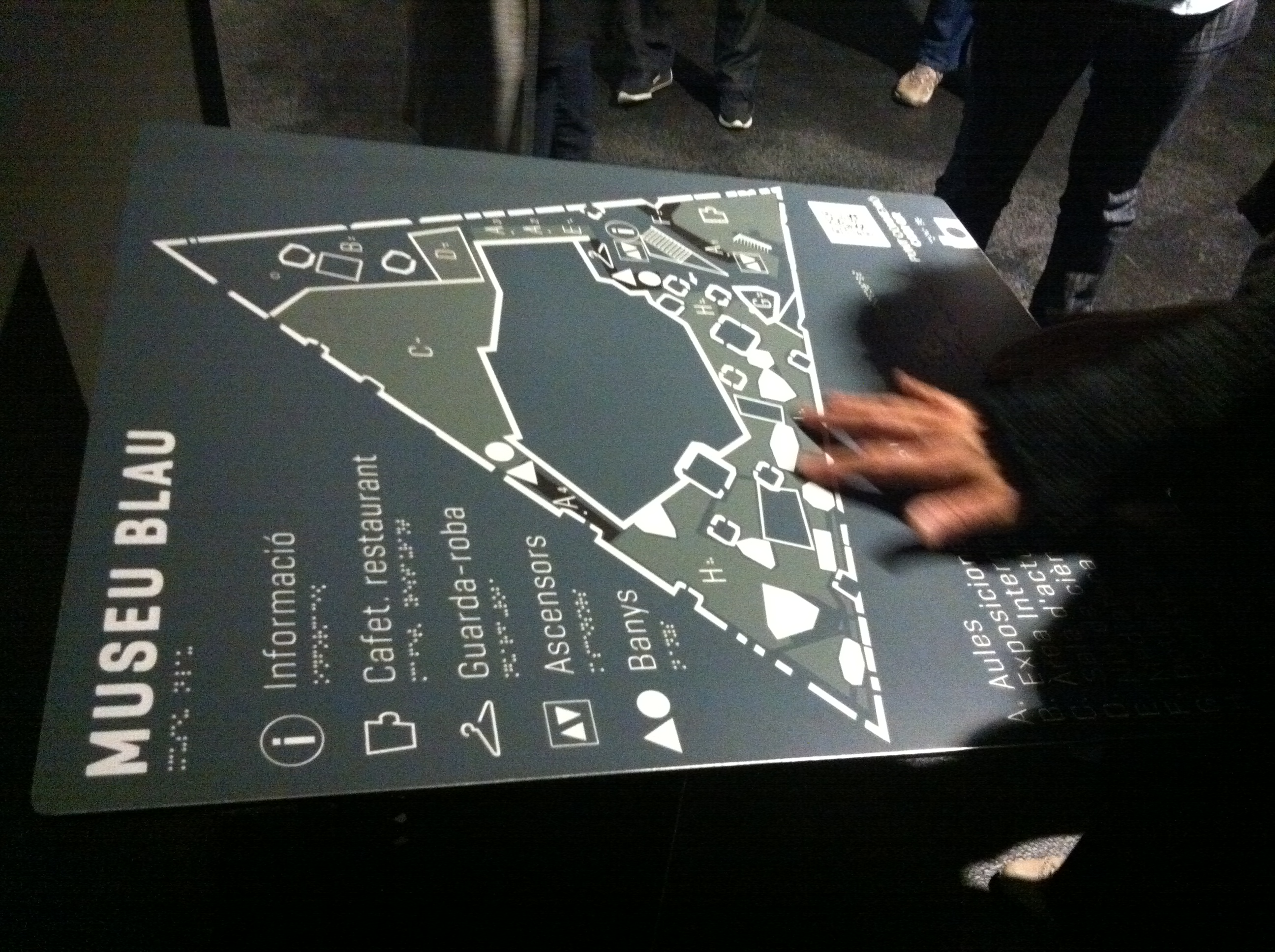
Plan du musée.
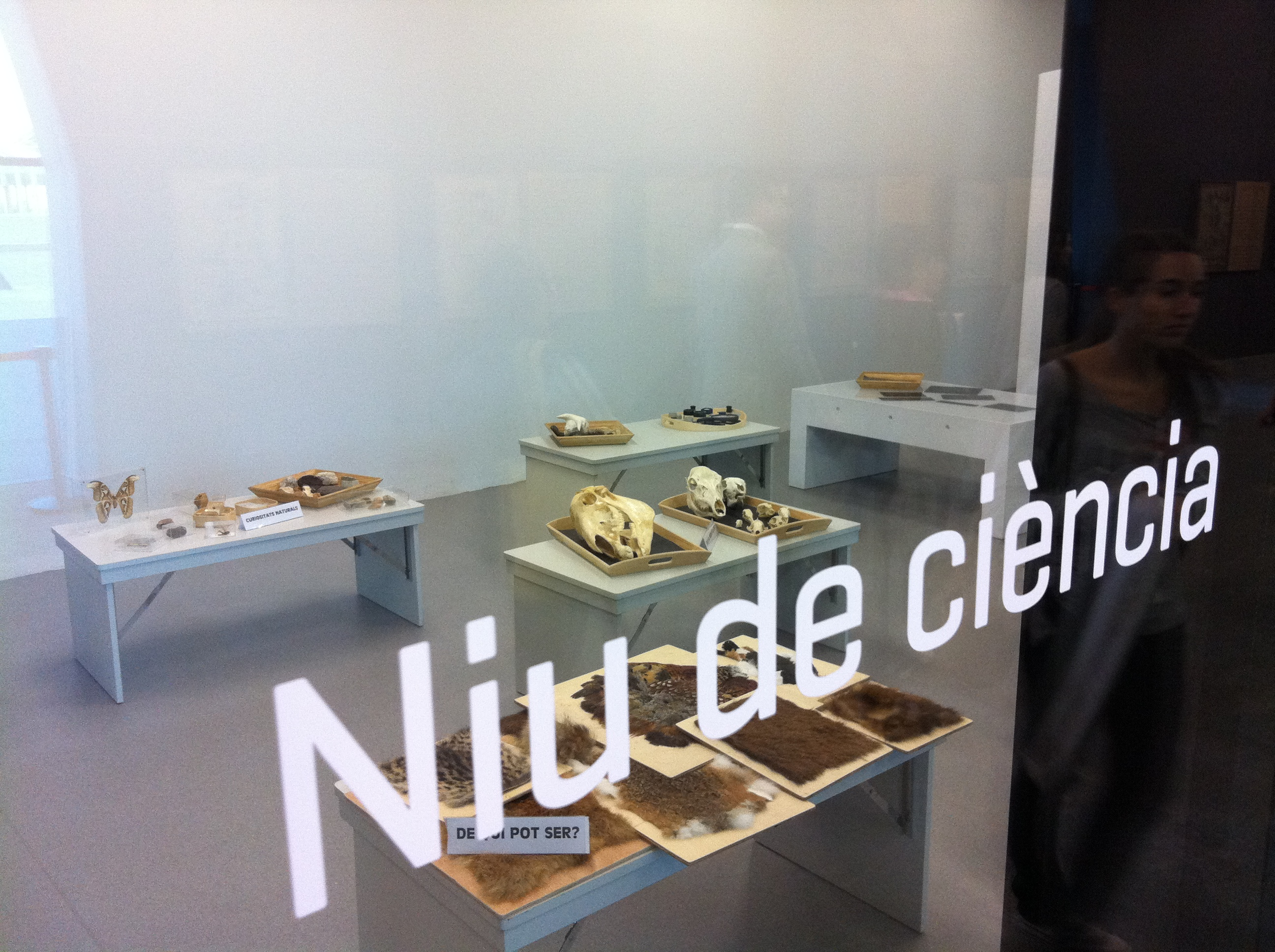
« Nid de la science », espace pour enfants de moins de 6 ans.
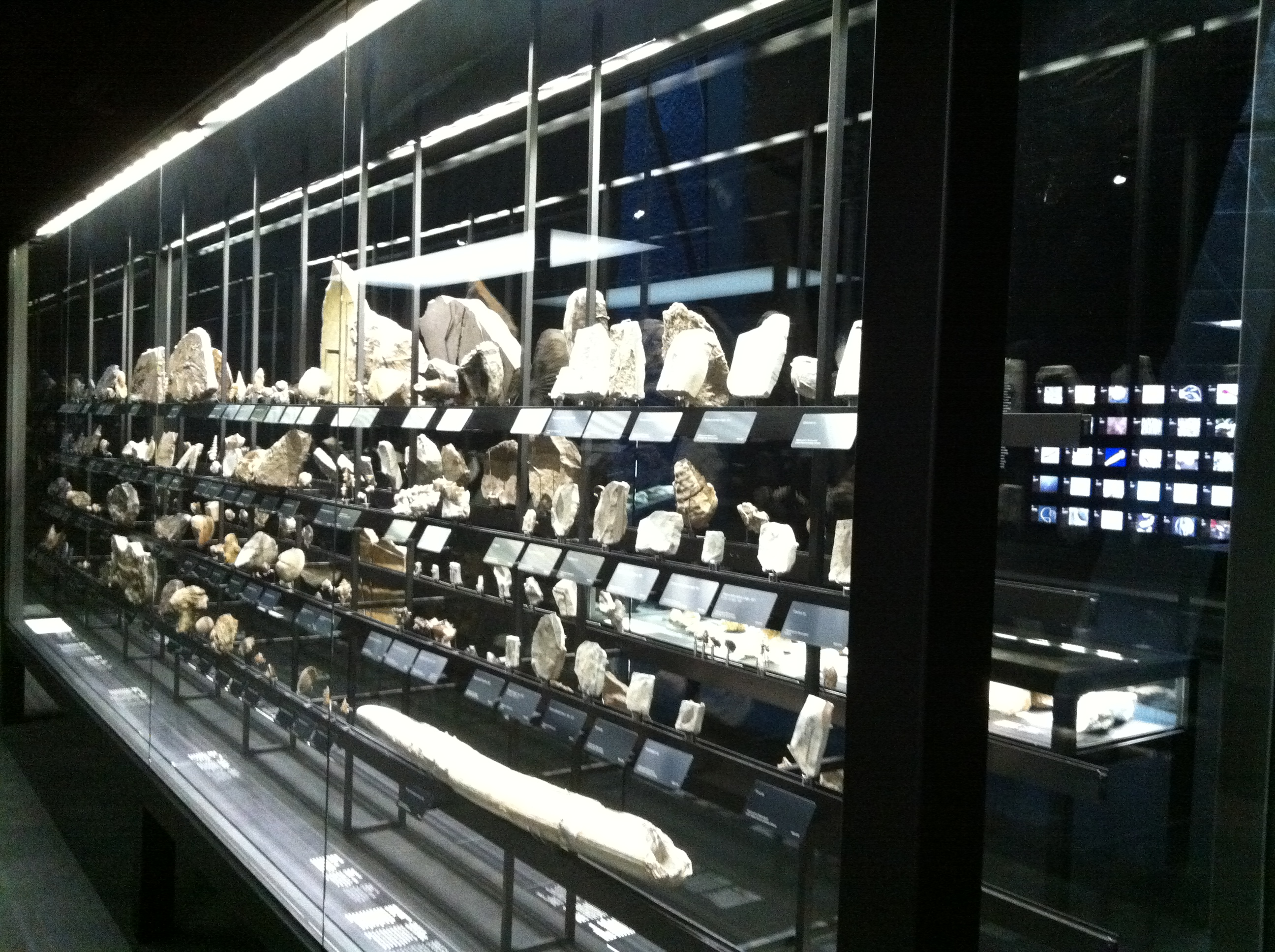
Fossiles.
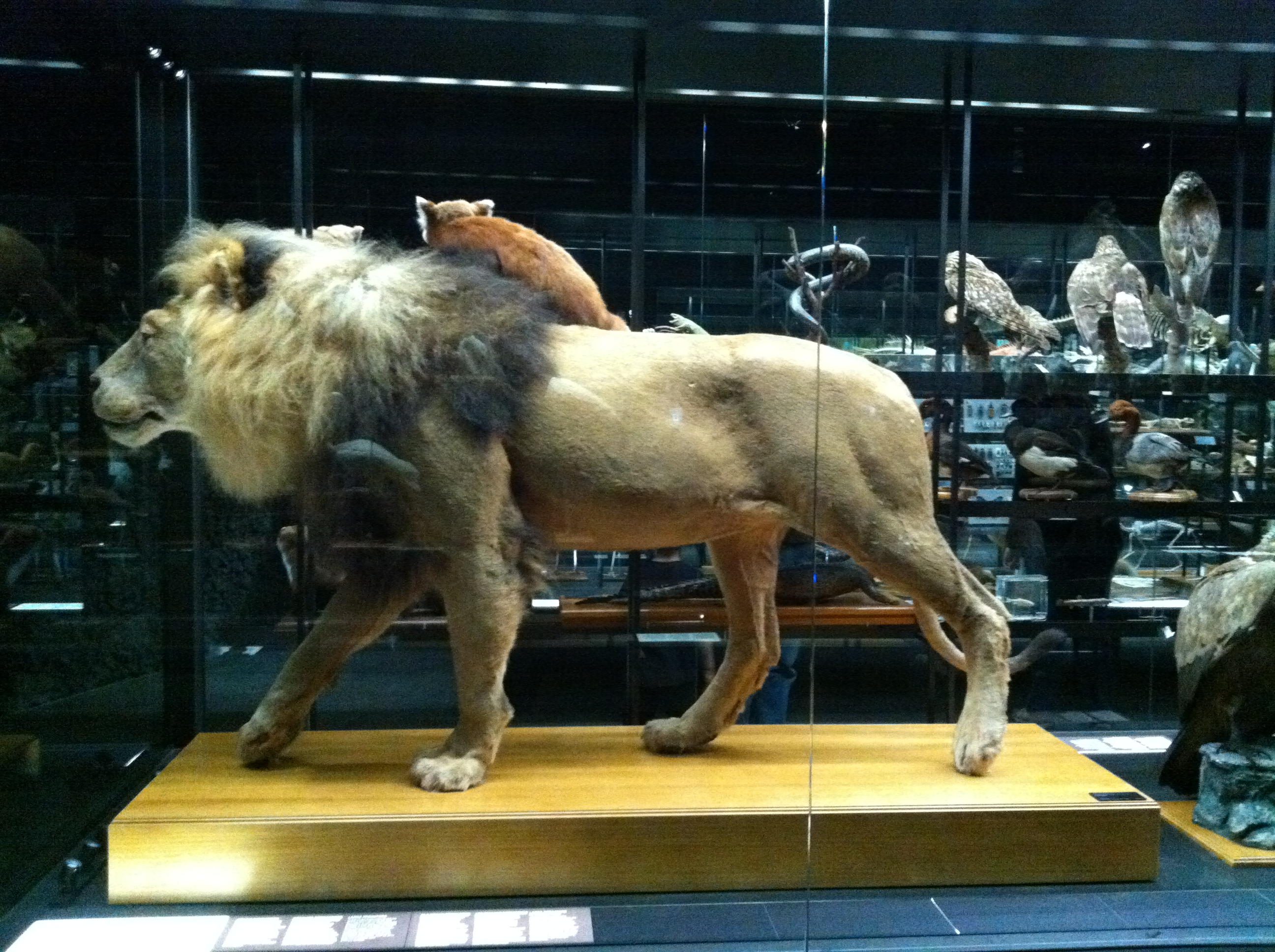
Lion et autres animaux.
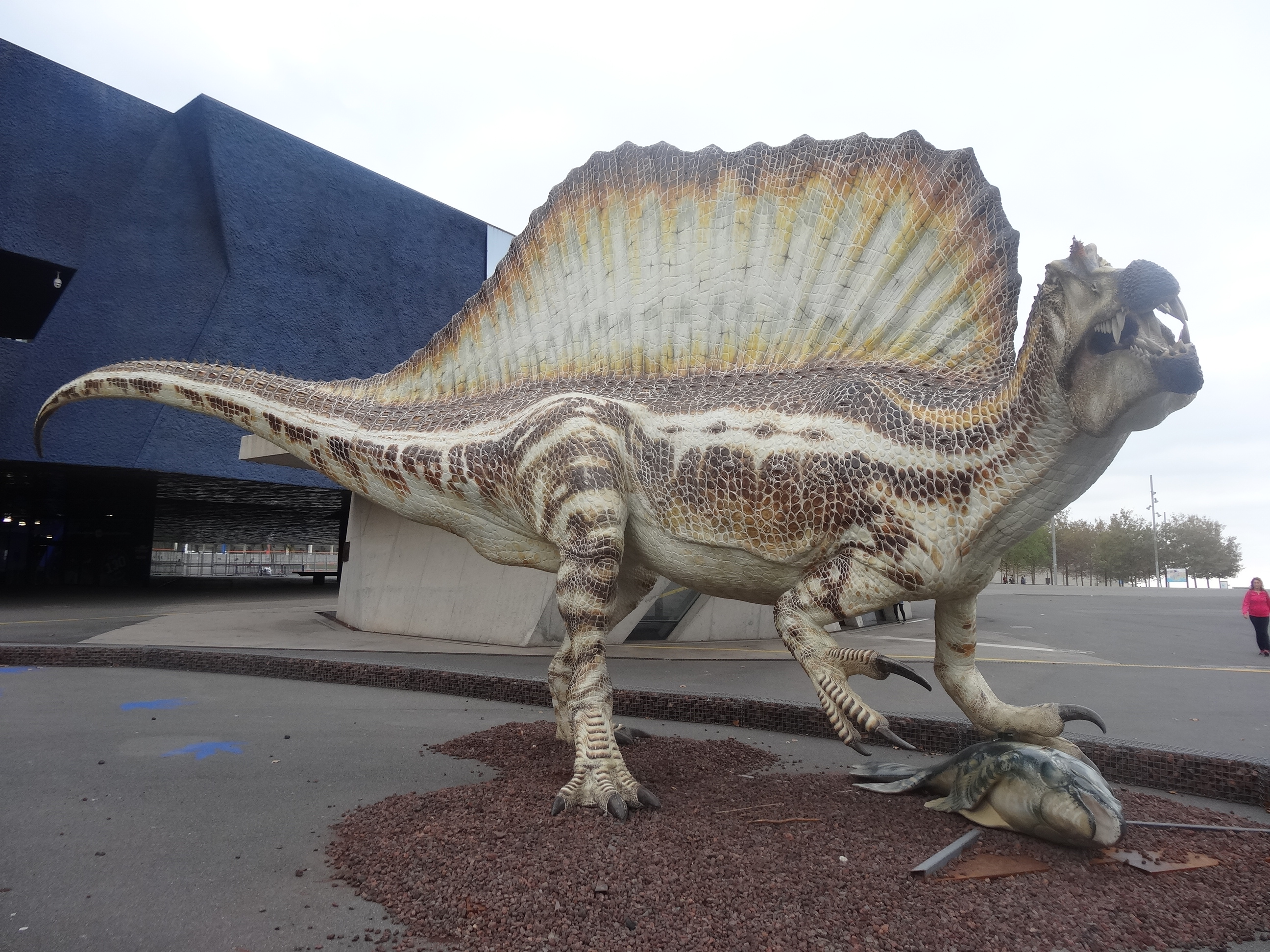
Le Spinosaure de Barcelone, à l'entrée du musée.

### Sources et bibliographie
- (ca) Alícia Masriera, El Museu Martorell, 125 anys de Ciències Naturals (1878–2003), Barcelone, Museu de Ciències Naturals, coll. « Monografies » (no 3), 2006, 230 p. (ISSN 1695-8950, lire en ligne)